# Argyrogrammana sublimis
Argyrogrammana sublimis is een vlindersoort uit de familie van de prachtvlinders (Riodinidae), onderfamilie Riodininae.
Argyrogrammana sublimis werd in 1995 beschreven door Brévignon & Gallard.